# (194982) Furia
(194982) Furia est un astéroïde de la ceinture principale.

## Description
(194982) Furia est un astéroïde de la ceinture principale. Il fut découvert le 19 janvier 2002 à l'observatoire Schiaparelli par Luca Buzzi. Il présente une orbite caractérisée par un demi-grand axe de 2,46 UA, une excentricité de 0,23 et une inclinaison de 10,2° par rapport à l'écliptique.

## Compléments